# Citov
Citov (německy Zittow) je obec ležící v okrese Přerov na Hané, na levém břehu Morávky, asi 10 km západně od Přerova. Žije zde 539 obyvatel.

## Historie
První zprávy o obci pocházejí z roku 1283. V letech 1290–1782 náležela obec klášteru dominikánek v Olomouci.

## Památky
- Zámek – barokní zámek z roku 1765 sloužil původně jako letní sídlo olomouckých dominikánek. Roku 1827 byl zbořen a na jeho místě byl postaven v roce 1845 zámek empírový.
- Kostel sv. Jiří – barokní kostel z roku 1735
- Starý vodní mlýn – pochází z roku 1739

## Významní rodáci
- František Hýbl (1941–2024), moravský regionální historik a bývalý ředitel Muzea Komenského v Přerově

## Galerie

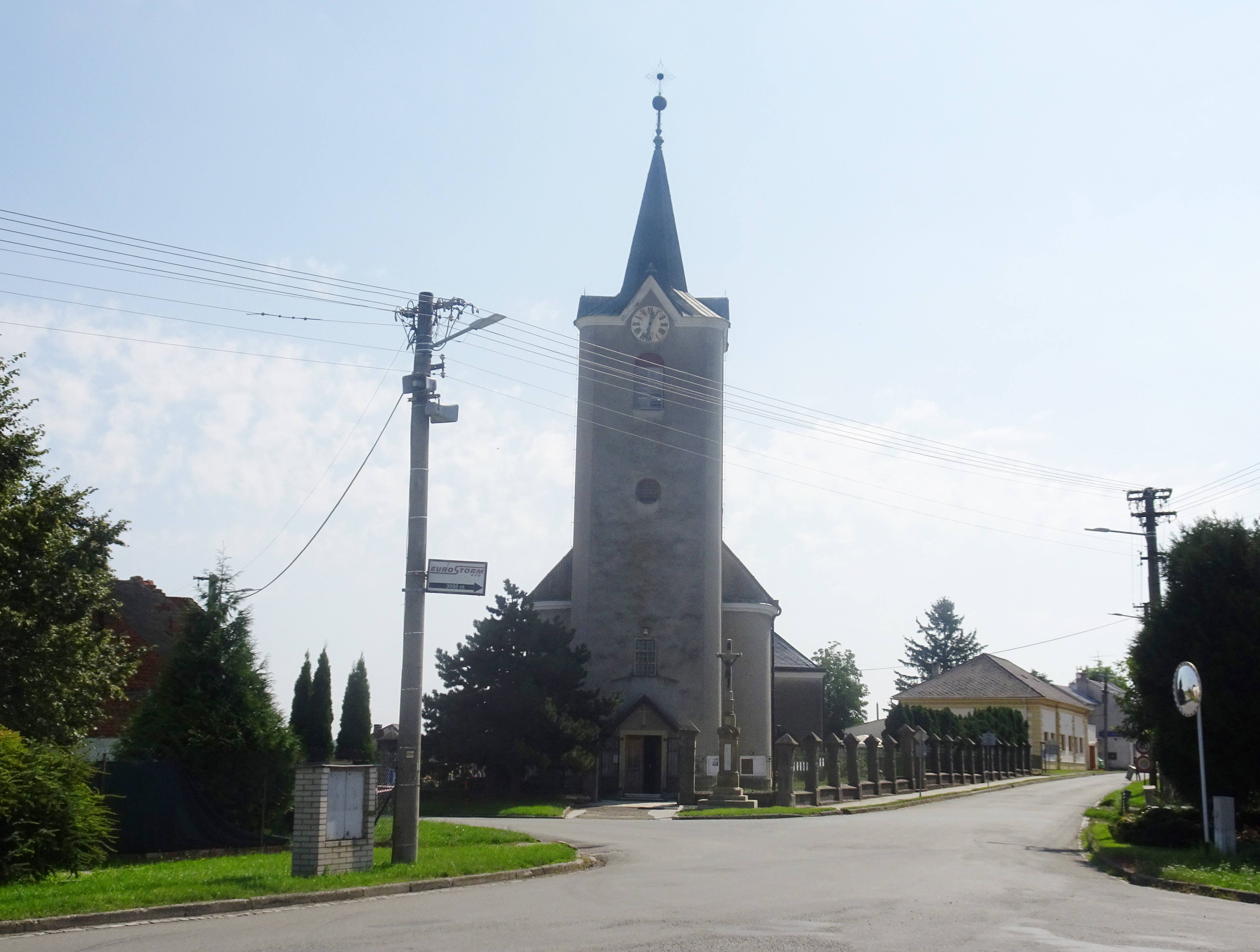
Kostel sv. Jiří
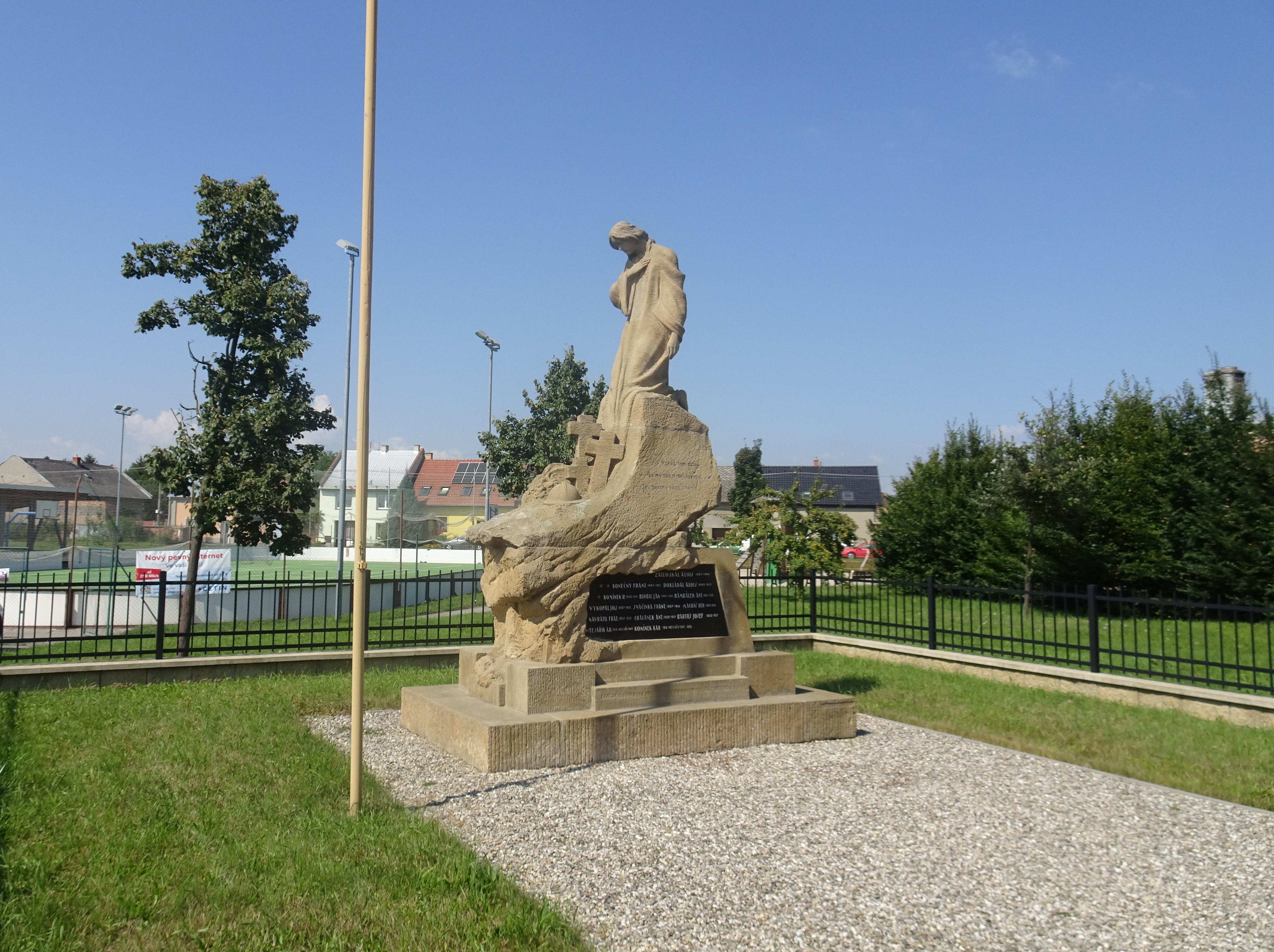
Pomník obětem I. sv. války
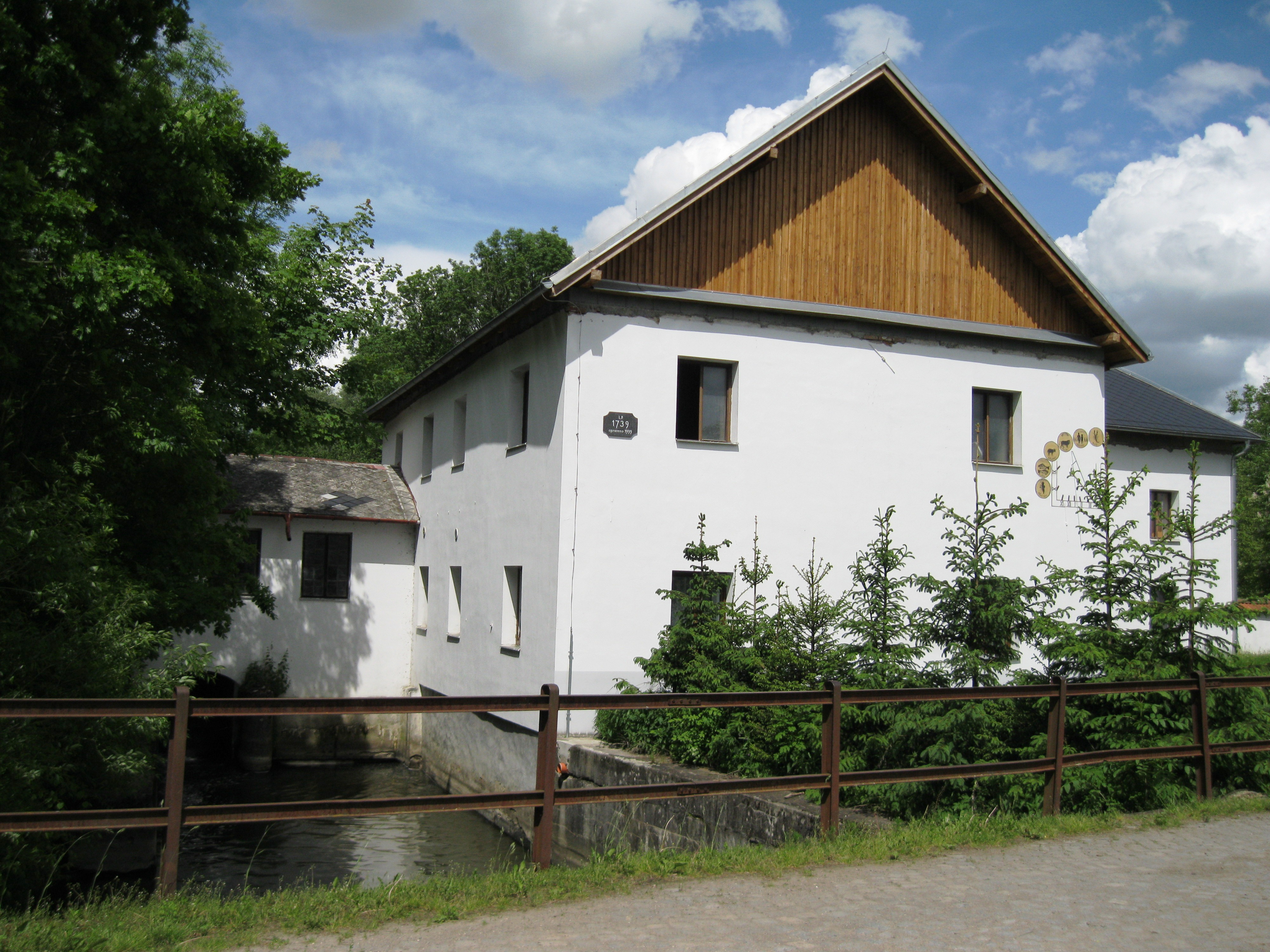
Vodní mlýn
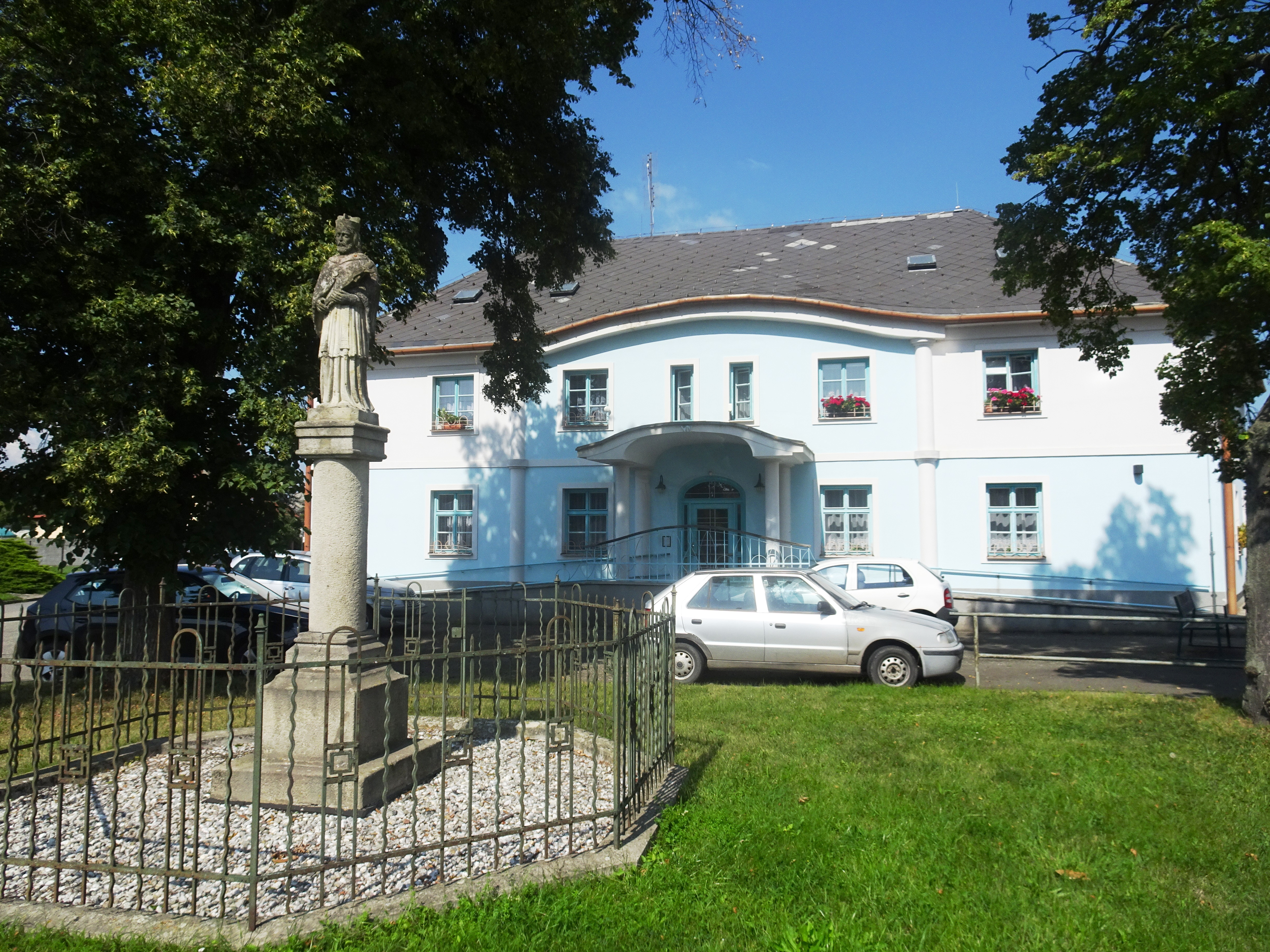
Socha sv. Jana Nepomuckého a obecní bytový dům